# Saturday Night Live (France)
Saturday Night Live est une émission de divertissement à sketches française diffusée le 5 janvier 2017 sur M6, inspirée de l'émission américaine à succès Saturday Night Live. Elle est présentée par Gad Elmaleh.
Le format reflète celui de Saturday Night Live, avec un monologue d'ouverture, des sketches en direct et enregistrés, et des performances musicales. Contrairement à son homologue américain, Le Saturday Night Live n'est pas diffusé chaque semaine, mais doit être limité à trois à quatre émissions par an. L'épisode pilote, diffusé un jeudi, a attiré 3,8 millions de téléspectateurs et a été animé par le comédien et acteur Gad Elmaleh ; Jamel Debbouze, Malik Bentalha, Gérard Darmon, Ahmed Sylla et Marc-Antoine Le Bret ont également joué le rôle principal.
Pendant le premier épisode, Le Monde l’a qualifié de « succès perfectible ». Le Point, pour sa part, a qualifié les sketchs de « mal écrits et pas forcément bien joués », notant « une fâcheuse impression d'amateurisme », regrettant l'absence des qualités majeures (troupe permanente, invité prestigieux) de la version américaine.

## Accueil
Le premier épisode a reçu un accueil mitigé. Dans leurs revues de tweet, Télé-Loisirs, L'Express et 20 Minutes soulignent un nombre important d'émissions parodiés provenant de son diffuseur M6,,. Pour le site Slate, « Gad Elmaleh a présenté un « SNL » à la française décevant [...], mais sauvé par quelques bons sketchs dont deux cultes des Américains ». Libération pointe l'« impression de regarder un best-of de l'humour Canal du début des années 2000 ».